# George S. Boutwell

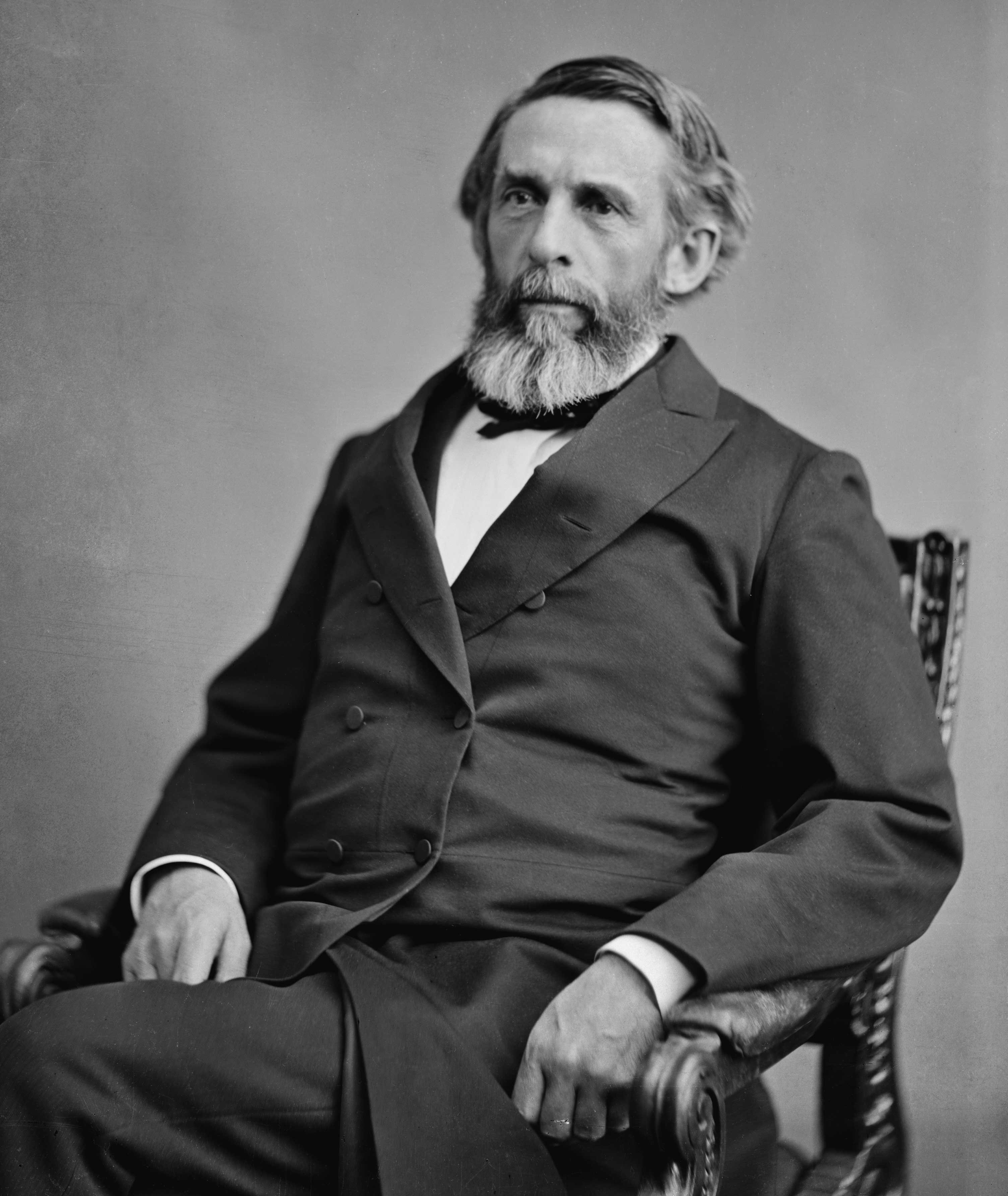
George S. Boutwell (um 1875)

George Sewall Boutwell (* 28. Januar 1818 in Brookline, Massachusetts; † 27. Februar 1905 in Groton, Massachusetts) war ein US-amerikanischer Politiker. Er war von 1851 bis 1853 Gouverneur von Massachusetts, von 1863 bis 1869 Kongressabgeordneter, von 1869 bis 1873 Finanzminister und von 1873 bis 1877 US-Senator. Zudem war er einer der Gründer der Anti-Imperialistischen Liga (American Anti-Imperialist League) und von 1898 bis 1905 deren Präsident.

## Studium und berufliche Laufbahn
Der Sohn eines Farmers begann 1835 mit einer Tätigkeit als Angestellter in einem Laden in Groton. Später wurde er Partner des Ladenbesitzers und war für einige Jahre auch als Lehrer und Postmeister tätig. Anschließend absolvierte er 1836 ein Studium der Rechtswissenschaften.
Zwischen 1849 und 1851 bekleidete er das Amt des Staatskommissars für Banken von Massachusetts. Von 1855 bis 1861 war er Erziehungsminister von Massachusetts (Secretary of the Board of Education).

## Politische Laufbahn

### Gouverneur von Massachusetts

Teil des State House, des Amtssitzes des Gouverneurs

Er begann seine politische Laufbahn als Unterstützer von Martin Van Buren 1842 mit der Wahl zum Abgeordneten des Repräsentantenhauses von Massachusetts. Dort vertrat er zunächst bis 1842 und dann erneut von 1847 bis 1850 die Interessen der Demokratischen Partei. Während dieser Zeit bewarb er sich mehrfach in den Jahren 1844, 1846 und 1848 erfolglos bei Wahlen zum Repräsentantenhaus sowie 1849 und 1850 zum Gouverneur von Massachusetts.
1850 gelang ihm dann mit der Unterstützung der Free Soil Party schließlich die Wahl zum Gouverneur von Massachusetts. Zum Ende seiner zweijährigen Amtszeit vom 11. Januar 1851 bis 14. Januar 1853 entschied er sich gegen eine erneute Kandidatur. In den darauf folgenden zwei Jahren änderte er zugleich seine Parteizugehörigkeit aufgrund seiner Ansicht zur Sklaverei. 1854 gehörte er zu den Mitbegründern der Republikanischen Partei. 1857 wurde er in die American Academy of Arts and Sciences gewählt.

### Kongressabgeordneter
Am 17. Juli 1862 wurde er zum ersten Leiter der Steuerbehörde (Internal Revenue Commissioner) ernannt. Dieses Amt übte er jedoch nur bis zum 4. März 1863 aus.

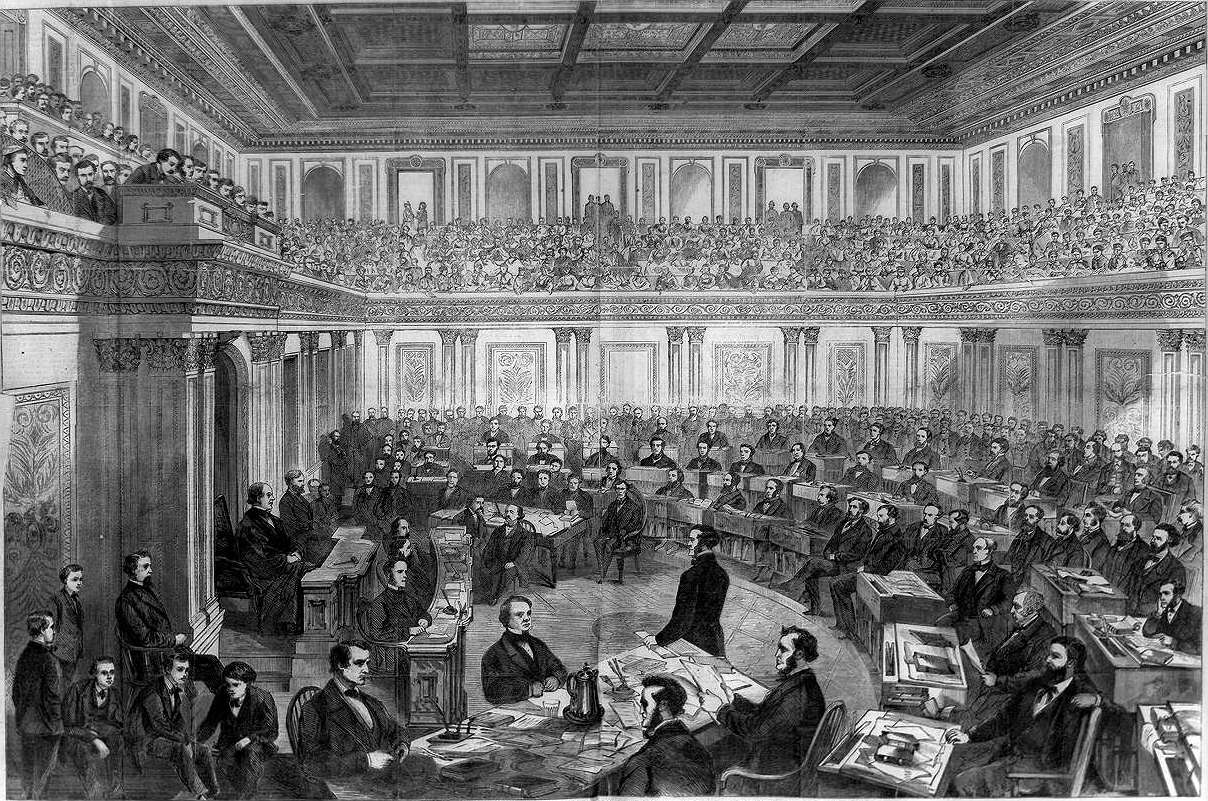
US-Senat beim Impeachment-Verfahren gegen Andrew Johnson

Anschließend wurde er zum Mitglied des US-Repräsentantenhauses gewählt. Dort vertrat er bis zum 12. März 1869 die Interessen des siebten und danach des neunten Kongresswahlbezirks von Massachusetts. Während seiner Abgeordnetenzeit war er auch Mitglied des Aufsichtsgremiums (Overseer) des Harvard College. Insbesondere wurde er aber zu einem der Ankläger des Repräsentantenhauses während des erfolglosen Impeachment-Verfahrens im US-Senat gegen Präsident Andrew Johnson im Februar und März 1868 benannt.

### Finanzminister unter Präsident Grant

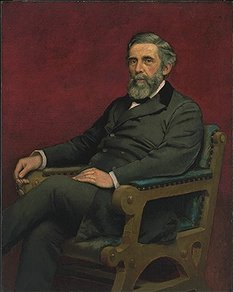
Porträt von G.S. Boutwell im Finanzministerium

Am 12. März 1869 ernannte ihn der neu gewählte Präsident Ulysses S. Grant zum Finanzminister in seinem Kabinett.
Während seiner Amtszeit begann er insbesondere mit der Reorganisation des Ministeriums und einem Abbau der Staatsverschuldung. Weiterhin führte er die Überprüfung der Buchführung in den Zollämtern ein und gliederte die Münzprägebehörde (United States Mint) dem Finanzministerium an. Am 23. März 1869 kam es zu einem durch Goldspekulatoren verursachten so genannten Schwarzen Freitag, den er mit einer Ausschüttung von Staatsgold auf dem Finanzmarkt begegnete.
Am 16. März 1873 trat er dann von seinem Amt zurück. Nachfolger als Finanzminister wurde sein bisheriger Stellvertreter (Assistant Secretary of the Treasury) William Adams Richardson.

### US-Senator und spätere Ämter
Am 17. März 1873 wurde er dann als Nachfolger von Henry Wilson zum US-Senator gewählt. Als solcher hatte er bis zum 3. März 1877 den zweiten Senatssitz im Kongress inne.
Nach seinem Ausscheiden aus dem Senat wurde er 1878 von Präsident Rutherford B. Hayes mit der Vorbereitung der zweiten Ausgabe des U.S. Revised Statutes, einer Sammlung der damals geltenden US-Gesetze, beauftragt. Zwei Jahre darauf berief ihn Präsident Hayes zu seinem Berater in einer Kommission, die Schadensersatzansprüche zwischen Frankreich und den Vereinigten Staaten regelte.
Im September 1884 lehnte er das Angebot von Präsident Chester A. Arthur ab, nach dem Tode von Charles J. Folger das Amt des Finanzministers erneut zu übernehmen.
Stattdessen eröffnete er eine Kanzlei in Washington, D.C. und nahm eine Tätigkeit als Rechtsanwalt auf, in der er sich zunehmend mit Internationalem Recht beschäftigte. Als solcher war er in den folgenden Jahren unter anderem 1885 Konsul in Haiti sowie 1886 Rechtsberater der Regierungen des damals noch unabhängigen Hawaii und 1892 bis 1893 von Chile.

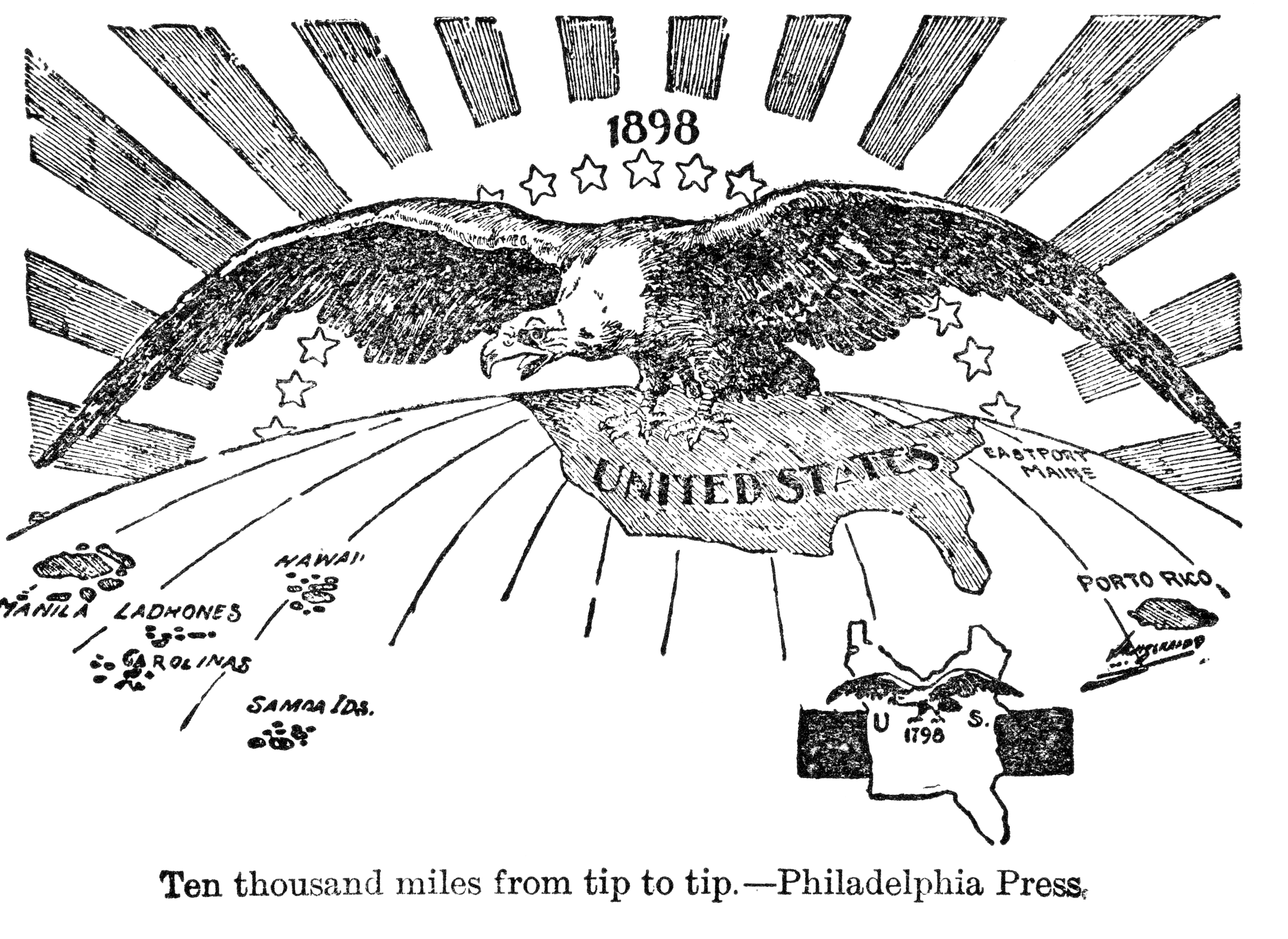
Von Puerto Rico zu den Philippinen

Am 15. Juni 1898 war einer der Mitgründer der American Anti-Imperialist League, die ihn auch zu ihrem ersten Präsidenten wählte. Dieses Amt übte er bis zu seinem Tod aus. Als Präsident der Anti-Imperialistischen Liga sprach er sich bereits kurz danach insbesondere gegen die Besetzung der Philippinen nach dem Spanisch-Amerikanischen Krieg im Juni 1898 aus.
1900 änderte er nach 46 Jahren seine Parteipräferenz und unterstützte nunmehr den Präsidentschaftskandidaten der Demokraten, William Jennings Bryan, der allerdings bei der Präsidentschaftswahl am 6. November 1900 dem republikanischen Amtsinhaber William McKinley unterlag.

## Veröffentlichungen und Reden
Boutwell veröffentlichte des Weiteren mehrere Bücher zum Schulsystem der Vereinigten Staaten, zum Steuerrecht und politischen Ökonomie. Sein Werk The Constitution of the United States at the End of the First Century (Littleton, 1895) galt lange Zeit als Standardwerk zur Verfassung der Vereinigten Staaten. Des Weiteren hielt er als Präsident der Anti-Imperialistischen Liga mehrere bedeutende Reden. Zu seinen weiteren Werken gehören:
- Educational Topics and Institutions. Boston 1859
- Manual of the United States Direct and Revenue Tax. 1863
- Decisions on the Tax Law. New York 1863
- Tax-Payer’s Manual. Boston 1865
- Speeches and Papers. 1867
- Why I am a Republican. Hartford, Connecticut, 1884
- The Lawyer, the Statesman and the Soldier. New York 1887
- The Venezualan Question And The Monroe Doctrine. In: Boston Herald, 2. Februar 1896
- Hawaiian Annexation. Rede in Boston am 22. Dezember 1897
- Isolation and Imperialism. Rede in Cambridge am 4. November 1898
- Imperialism and Anti-Imperialism Rede in Boston am 16. Mai 1899
- The War Of Despotism In The Philippine Islands. Rede in Springfield am 5. September 1899